# Сведение (музыка)
Сведе́ние или микши́рование (от англ. mixing — смешивание) в звукозаписи представляет собой этап, на котором из отдельных треков, записанных в ходе многодорожечной записи, создается цельная итоговая композиция.
Сведение — следующий после звукозаписи этап создания фонограммы, заключающийся в отборе и редактировании (иногда реставрации) исходных записанных треков, объединении их в единый проект и обработке эффектами. Редактирование часто выделяется в самостоятельный этап работы. Стадия сведения исторически возникла в 60-е годы XX века с появлением многодорожечных магнитофонов, позволивших записывать 8 каналов одновременно. Первоначально сведение не являлось отдельной стадией процесса создания фонограмм, а было составным элементом звукозаписи, так как технические возможности сохранять весь проект отсутствовали, и сведение осуществлялось по мере записи нового материала без возможности возврата к более ранним стадиям. С увеличением числа каналов стала возможной работа со всем проектом, что выделило сведение в самостоятельный этап работы. В 90-е годы XX века значительное распространение получили цифровые технологии сведения. В 1994 году с выпуском американского  программно-аппаратного комплекса Pro Tools III, стала возможной обработка эффектами реального времени, позволившая подбирать параметры обработки во время прослушивания. Cubase VST в 1996 году положил начало сведению в том виде, в котором оно наиболее распространено по настоящее время.
Сведение в проектах электронной музыки — этап, следующий после её создания. Этап звукозаписи при работе над электронным проектом чаще всего отсутствует. Граница между созданием и сведением электронной музыки размыта, проект попадает на сведение уже частично сведённым, так как многие виртуальные синтезаторы уже имеют обработки.
В результате сведения многоканальный проект выводится в монофоническую, стереофоническую или многоканальную фонограмму, которая, обычно, получает свой окончательный вид в процессе, именуемом мастеринг.

## Описание
Сведение — не чисто технический процесс соединения различных треков в единое целое, это скорее творческая деятельность, от которой зависят особенности звучания результата. Цель сведения различается в зависимости от концепции проекта.
Критерием оценки в проектах, ориентированных на реалистическое отображение процесса исполнения музыки, служит протокол OIRT:
- Пространственное впечатление записи, которое включает в себя такие составляющие, как: передача ощущения объёма помещения, в котором располагаются звуковые источники, естественность передаваемого пространства, реверберационные отражения, планы звуковых источников, учёт традиций звукового решения пространственного образа в музыке различных стилевых направлений, отсутствие дефектов вызванных наложением нескольких звуковых пространств (многопространственность).
- Прозрачность фонограммы, которая определяется текстовой разборчивостью, различимостью звучания отдельных инструментов или групп инструментов, ясностью передаваемого пространства.
- Музыкальный баланс фонограммы создаваемый логичными соотношениями громкостей между частями произведения, соотношениями громкостей голосов, инструментальных групп и отдельно взятых инструментов.
- Тембр фонограммы, как целостного произведения, удобство восприятия тембрового звучания, естественность отражения тембральной окраски инструментов и выгодность подачи тембров.
- Стереофоничность фонограммы, как целостной звуковой панорамы, характеризующейся симметричностью положения прямых сигналов и отражений, равномерностью и естественностью расположений звуковых источников, учётом традиций решения панорамирования в музыке различных стилей.
- Технические замечания по качеству звукового образа, дефектов, проявляющихся в нелинейных искажениях, неверной передаче частотной характеристики, резонансах, различных видах помех и шумов.
- Характеристика исполнения, которая заключается не только в отсутствии исполнительского брака, заключающегося в неверных нотах, ритмических ошибках, интонационных ошибках, недостаточной ансамблевой сыгранности, но и в качестве использования выразительных средств, таких как темп и его агогические отклонения, пропорциональность динамических оттенков динамического плана произведения в целом и градаций динамики на уровне интонации.
- Аранжировка произведения представленного в виде фонограммы оценивается в случае исполнения переложений музыкальных произведений для других составов исполнителей.
- Динамический диапазон фонограммы в протоколе отражает не только соотношение полезного сигнала и шумов, соотношение уровней звуков между пиками и самыми тихими фрагментами, но и соответствие динамики условиям, в которых фонограмма будет прослушиваться, традиционным для конкретных стилей музыки представлениям о решении динамического плана, естественность и логичность в передаче динамических оттенков, акцентов и кульминаций.

Данная концепция используется при сведении большей части академических жанров, значительной части фольклорной и джазовой музыки. При этом, часто, наилучшие результаты могут быть получены, если условия записи были близки к идеальным, а запись выполняется на стереопару микрофонов и вообще не требует сведения.
При сведении поп-, рок-, электронных и хип-хоп проектов чаще всего фонограмма рассматривается не как документальная фиксация создания музыкантами произведения искусства, а как самостоятельный вид искусства, выражающий свой собственный художественный образ. Для оценки сведения в рамках данной концепции не существует единого протокола.
Для микширования применяют аналоговый, цифровой или виртуальный микшерный пульт или просто микшер. Также для микширования музыки в виртуальной среде используются секвенсоры.